# Notomulciber ochraceomaculatus
Notomulciber ochraceomaculatus är en skalbaggsart som först beskrevs av Stefan von Breuning 1939.  Notomulciber ochraceomaculatus ingår i släktet Notomulciber och familjen långhorningar. Inga underarter finns listade i Catalogue of Life.